# Пригородное (Актюбинская область)
Пригородное (каз. Пригородное) — бывшее село в Актюбинской области Казахстана. Находилось в подчинении городской администрации Актобе. В 2018 году стало жилым массивом города Актобе в составе Алматинского административного района. Входило в состав Благодарного сельского округа. Код КАТО — 151031400.

## Население
В 1999 году население села составляло 1617 человек (797 мужчин и 820 женщин). По данным переписи 2009 года, в селе проживали 2102 человека (1026 мужчин и 1076 женщин).